# Nora Koppel
Nora Edith Köppel (San Miguel de Tucumán, 19 de mayo de 1972) es una halterófila (Levantadora Olímpica de pesas) argentina que representó a su país en los Juegos Olímpicos de Sídney 2000, Atenas 2004 y Pekín 2008.

## Trayectoria deportiva
Köppel se inició en la práctica de la halterofilia hacia finales del año 1997, a los 24 años de edad; su primer y único entrenador, el profesor Sergio Parra (Boca Jrs.) fue quien la formó desde sus comienzos. Aunque para muchos especialistas Nora era demasiado "grande" para comenzar una carrera olímpica; con tan solo dos años de entrenamiento se convirtió en la primera mujer en la historia de las pesas argentinas en clasificar a un juego olímpico Juegos Olímpicos de Sídney 2000; compitiendo en la categoría de los 63 kg de peso corporal obteniendo el octavo puesto (diploma olímpico). Sus registro fueron: 80 kg de arranque y 102,5 kg de envión, 182,5 kg de Total olímpico (3 récords nacionales).
Köppel en el año 2002 obtuvo el Campeonato sudamericano "Odesur" realizado en San Pablo - Brasil, un año después en el año 2003 consiguió el Subcampeonato Panamericano en los Juegos Panamericanos de Santo Domingo (República Dominicana) con una marca de 222,5 kg de total olímpico. En 2004 se clasifica individualmente realizando la décima marca mundial para participar de los Juegos Olímpicos de Atenas 2004, donde quedó ubicada en la novena posición, realizando 100 kg de arranque, 137,5 kg de envión y 237,5 kg de total olímpico. En el 2005 realizó dos récords mundiales (no homologados)  de 152,5 kg de envión, 272,5 kg de total y luego compitió en el campeonato mundial de Catar obteniendo el cuarto puesto (3º a un atleta por país) pudiendo así registrar dos nuevos récords panamericanos con 115 kg de arranque y 260 kg de total olímpico.
En el año 2008 logró su tercera clasificación olímpica en el campeonato Africano realizado en la ciudad de Strand - Sudáfrica, donde realiza dos récords panamericanos 148 kg de envión y 263 kg de total olímpico.